# Карпов, Владимир Константинович
Влади́мир Константи́нович Ка́рпов (1 марта 1947, п. Ис, Свердловская область — 15 июня 1990, Лесной, Свердловская область) — советский путешественник.

## Биография
Владимир Константинович Карпов — уроженец некогда знаменитого на весь мир своими золото-платиновыми приисками посёлка Ис. Учился в школах № 68 и 72 закрытого города Свердловск-45 (ныне Лесной). После службы в рядах Советской Армии работал на комбинате «Электрохимприбор» электровакуумщиком, имел смежные профессии токаря, стеклодува.
Спортсмен-разрядник по волейболу, баскетболу, альпинизму, парусному спорту. Являлся высококлассным радистом, удостоен диплома Свердловской областной федерации радиоспорта. С 1975 года участвовал в экспедициях по Ямалу, Чукотке, Камчатке, Якутии.
Участник первой в мире трансконтинентальной полярной экспедиции газеты "Советская Россия" (1982—1983), а также экспедиции на технических видах транспорта (мотонартах и мотоциклах) вдоль всего Уральского хребта от Карского моря до Каспийского (1986).
Будучи по природе человеком мастеровитым, Владимир сам конструировал некоторые экспедиционные принадлежности. В экспедициях выполнял обязанности радиста и завхоза.
Умер 15 июня 1990 года. Похоронен на Старом кладбище Лесного.

### Полярная экспедиция газеты «Советская Россия»
Маршрутная группа полярной экспедиции газеты «Советская Россия» состояла из шести человек: Сергей Соловьёв (руководитель), Владимир Рыбин (врач), Владимир Карпов (радист), Филипп Ардеев (каюр), Юрий Борисихин (журналист, корреспондент журнала «Уральский следопыт») и Павел Смолин (штурман). Из Уэлена Магаданской области группа вышла на собачьих упряжках 6 ноября 1982 года. Шли 243 дня. В течение всего периода на связь с экспедицией постоянно выходили радиолюбители многих стран мира. Пройдя в условиях арктической зимы и полярной ночи в общей сложности около 10 000 километров, группа 6 июля 1983 года достигла противоположной крайней точки СССР — Мурманска.

## Награды и звания
- Указом Президиума Верховного Совета СССР от 5 октября 1983 года Владимир Карпов был награждён орденом Дружбы народов. В представлении на Владимира Карпова от 15.08.1983 указано: «За участие в подготовке беспримерной в истории освоения Арктики трансконтинентальной полярной экспедиции, успешного её осуществления, за активную пропагандистскую, патриотическую работу, проявленные личное мужество и героизм т. Карпов В. К. представляется к награждению орденом Дружбы народов»[3].
- Почётный полярник.